# Discografia de Tove Lo
A discografia de Tove Lo, uma cantora e compositora sueca consiste em quatro álbuns de estúdio, um EP, trinta e dois singles, vinte e sete videosclipes e um single promocional.

## Álbuns

### Álbuns de estúdio
| Álbum                                                                         | Detalhes | Melhores posições nas tabelas | Melhores posições nas tabelas | Melhores posições nas tabelas | Melhores posições nas tabelas | Melhores posições nas tabelas | Melhores posições nas tabelas | Melhores posições nas tabelas | Melhores posições nas tabelas | Melhores posições nas tabelas | Melhores posições nas tabelas | Vendas      | Certificações                               |
| Álbum                                                                         | Detalhes | SUE                           | ALE                           | AUS                           | BEL (FL)                      | CAN                           | DIN                           | EUA                           | HOL                           | NZL                           | UK                            | Vendas      | Certificações                               |
| ----------------------------------------------------------------------------- | --- | ----------------------------- | ----------------------------- | ----------------------------- | ----------------------------- | ----------------------------- | ----------------------------- | ----------------------------- | ----------------------------- | ----------------------------- | ----------------------------- | ----------- | ------------------------------------------- |
| Queen of the Clouds                                                           | - Lançamento: 24 de setembro de 2014 - Gravadora: Island - Formato(s): CD, vinil, download digital            | 6                             | 49                            | 47                            | 65                            | 17                            | 15                            | 14                            | —                             | 22                            | 17                            | - : 190,000 | - GLF: Platina - BPI: Prata - RIAA: Platina |
| Lady Wood                                                                     | - Lançamento: 28 de outubro de 2016 - Gravadora: Island - Formats: CD, vinil, download digital                | 1                             | 66                            | 21                            | 45                            | 14                            | 13                            | 11                            | 28                            | 16                            | 40                            |             |                                             |
| Blue Lips                                                                     | - Lançamento: 17 de novembro de 2017 - Gravadora: Island - Formato(s): vinil, download digital, streaming     | 15                            | —                             | —                             | —                             | 78                            | —                             | 138                           | 86                            | —                             | —                             |             |                                             |
| Sunshine Kitty                                                                | - Lançamento: 20 de setembro de 2019 - Gravadora: Island - Formato(s): CD, vinil, download digital, streaming | 19                            | —                             | 54                            | 75                            | 49                            | —                             | 61                            | 51                            | —                             | 59                            |             |                                             |
| "—" denota álbuns que não entraram nas tabelas ou não foram lançados no país. | |                               |                               |                               |                               |                               |                               |                               |                               |                               |                               |             |                                             |